# Via Sacra

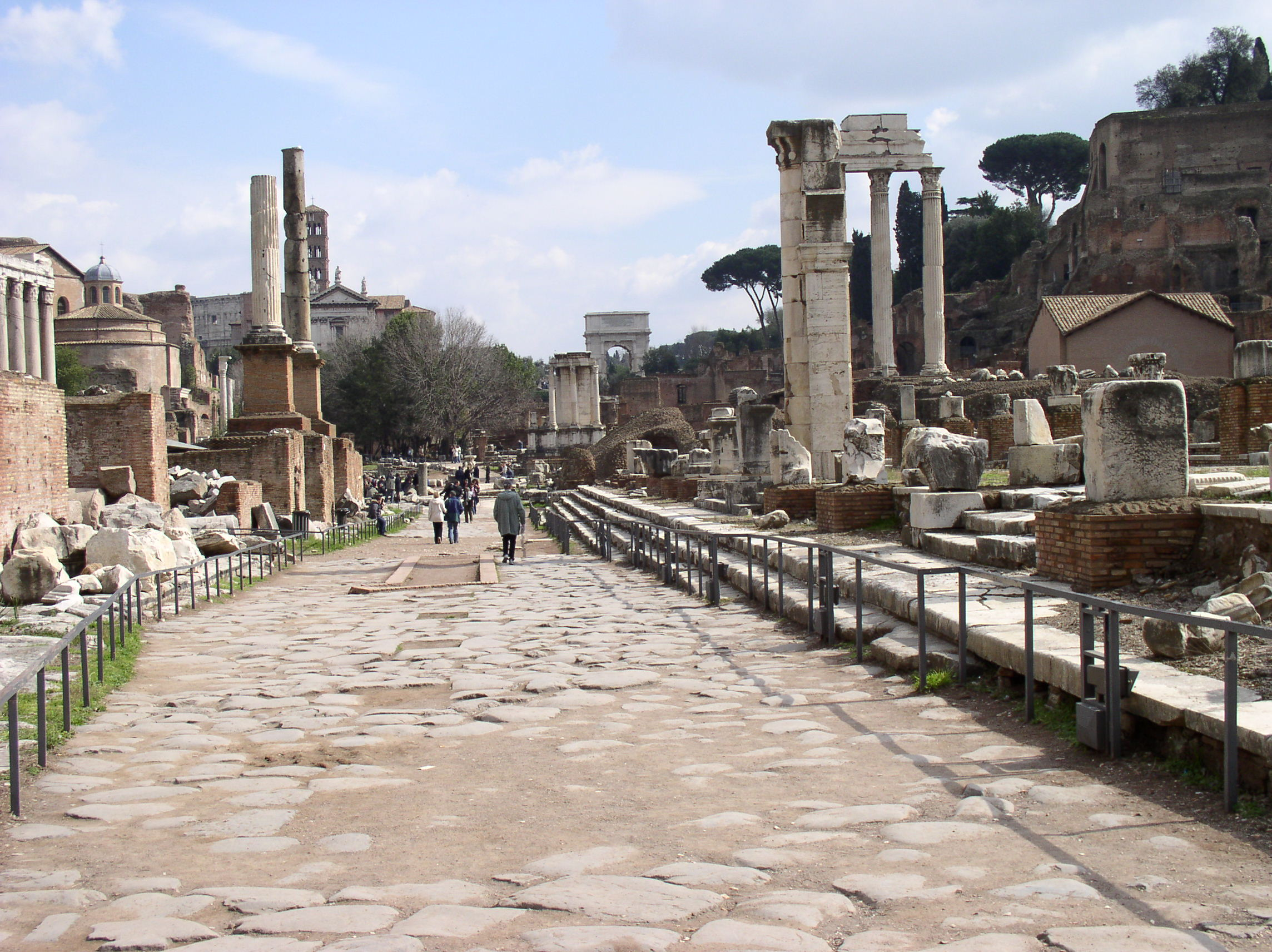
De Via Sacra, met in de verte de Boog van Titus

De Via Sacra ("heilige weg") geldt als de oudste en beroemdste weg in Rome. In bijna alle bronnen wordt de naam overigens als Sacra Via geschreven.
De eigenlijke Via Sacra begon boven op de Velia, een uitloper van de Palatijn, waar nu de Boog van Titus staat, en liep naar het oosten in de richting van het Forum Romanum tot de Tempel van Vesta en de Regia. Ten onrechte wordt vaak gezegd dat de weg helemaal vanaf het Colosseum liep tot aan de Tempel van Vesta, en zelfs dat hij nog verder liep over het Forum Romanum.
Ze dankt haar naam aan de vele tempels en heiligdommen die eraan liggen, zoals de Tempel van Vesta, het Huis van de Vestaalse Maagden, en de ambtswoningen van de pontifex maximus en de rex sacrorum.
Volgens de traditie woonden de koningen Numa Pompilius, Ancus Martius en Tarquinius Superbus aan de Via Sacra. Ook uit de Republikeinse tijd zijn veel sporen van bewoning bewaard. De weg liep onder de Boog van Fabius, die in 121 v.Chr. werd opgericht door Quintus Fabius Maximus Allobrogicus. Waarschijnlijk waren er in de keizertijd aan weerszijden van de weg veel winkeltjes. Aan de noordzijde van de weg moesten ze echter geleidelijk wijken voor monumentale bouwwerken als de Tempel van Antoninus en Faustina.